# Кызыл-Кент
Кызыл-Кент, Кызылкениш (каз. Қызылкенші; Қыз Әулие) — дворец XVII века в Казахстане. Находится на склоне Кентских гор Каркаралинского района Карагандинской области в 3 км к юго-востоку от села Кент.

## Описание
Кызылкениш — двухэтажное каменное здание в плане крестообразной формы. Площадь центральной комнаты 11,5×12 м. Восточный угол выкрашен в красный цвет. С юго-восточной стороны имеется центральный вход, в трёх стенах — ниши. Наружные стены и пол дворца Кызылкениш обмазаны белой глиной. К дворцу с трёх сторон примыкают небольшие пристройки, в двух из которых находятся печи. Перед центральным входом находится устье высохшего родника. Найдены железный замок, курок от ружья, две стальные пули, медный перстень, круглые деньги.
Датирован XVII веком.

## История
По предположениям исследователей, основателями монастыря могут быть как Очирту-Цецен-хан, глава хошутской общности внутри ойратской конфедерации, так и Кундулен-Убуши, хошутский аристократ (тайши), дядя Очирту-Цецен-хана.
Кызыл-Кент был построен в XVII веке в период доминирования хошутов в центральной, южной и восточной частях казахской степи. Этот период также характеризуется распространением и утверждением среди ойратов и монголов – тибетского буддизма. Тибетский буддизм не только усилил связи ойратов с восточными монголами, а также с Тибетом, но и способствовал их культурному развитию через приобщение к письменной культуре, историографии, искусству, медицине и архитектуре.

## Исследования
Первое письменное описание памятника дал российский генерал-губернатор С. Броневский. В начале XX века Кызылкениш исследовали И. А. Чеканинский, С. С. Черников, А. Маргулан, в 1985 году археологическая экспедиция института «Казпроектреставрация», в 1986—1987 годах студенческая археологическая экспедиция «Эврика» Карагандинского государственного университета (руководители Ж. Смаилов, А. Бейсенов).